# Collyris
Collyris (лат.) — род жуков-скакунов из подсемейства Cicindelinae (триба Collyridini). Юго-Восточная Азия.

## Распространение
Встречаются в Юго-Восточной Азии.

## Описание
Жуки-скакуны среднего и крупного размера с крупными глазами (20-27 мм). Отличается тонким и очень стройным телом и длинными ногами. Основная окраска тела синевато-чёрная. Верхняя губа трапециевидной формы с 7 зубцами, 2 крайние отделены от центральной группы глубокой выемкой. Предпоследний отдел максиллярных щупиков большой, дугообразный и опушенный. Переднеспинка удлинённая, сужена посередине, по форме напоминает песочные часы. Надкрылья узкие, субпараллельные. Задние крылья развиты, при опасности взлетают. Обитают на стволах деревьев и кустарников. Биология и жизненный цикл малоизучены.

## Классификация
В широком таксономическом объёме Collyris s. l. включал около 200 видов (Collyris + Protocollyris + Neocollyris). Около 10 видов в узком объёме (большинство видов выделяют в состав рода Neocollyris  W. Horn, 1901). Род Collyris вместе с Protocollyris и Neocollyris включён в подтрибу Collyridina Brullé, 1834 в составе трибы Collyridini. Валидный статус подтверждён в ходе ревизии, проведённой в 1994 году французским энтомологом Roger Naviaux (1926–2016).
- Collyris contracta W. Hom
- Collyris brevipennis Horn, 1901
- Collyris colossea Naviaux, 1994
- Collyris dohrni Chaudoir, 1860
- Collyris dormeri Horn, 1898
- Collyris elegans (Vanderl., 1829)
- Collyris gigas Lesne, 1901
- Collyris longicollis (Fabricius, 1787)
- Collyris mniszechi Chaudoir, 1864
- Collyris robusta Dohrn, 1891
- Collyris subtilesculpta Horn, 1901